# Mandrillus leucophaeus
O dril (Mandrillus leucophaeus) é uma primata da família Cercopithecidae, mais relacionado aos babuínos e ao mandril.

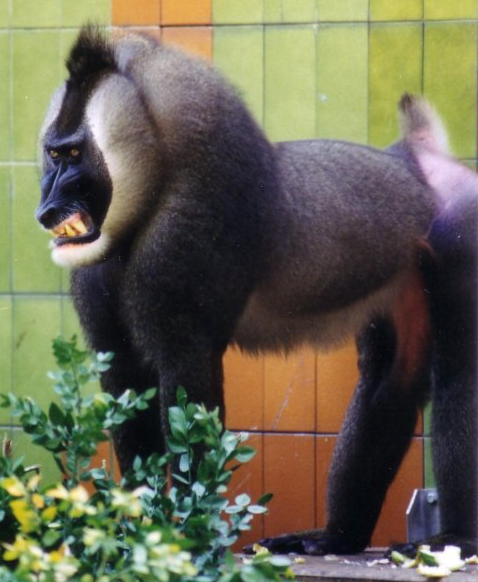
Dril macho

## Descrição
O dril é um macaco de cauda curta, comcerca de 70 cm de comprimento, similar, ao mandril, mas não possui a coloração azul e vermelha da face. Possui grande dimorfismo sexual no peso, com os machos pesando mais de 20 kg, e as fêmeas, mais de 12,5 kg.
O corpo é inteiro de cor verde-amarronzado. Indivíduos mais velhos possuem o lábio inferior de cor rosa e a testa branca com uma face de cor verde escura a preta, com sulcos no nariz. O quadril é rosa, cor de malva e azul. As fêmeas não possuem cor rosa na testa.

## Ecologia e comportamento
O grupo constitui-se de um macho dominante e outros machos subalternos e fêmeas, tendo entre 20 a 30 indivíduos. O grupo pode se unir a outros, formando grandes grupos de mais de 100 indivíduos. São seminômades sazonalmente e marcam território esfregando os peitorais em troncos de árvores. Forrageiam principalmente no chão, subindo em árvores apenas para dormir. As fêmeas dão à luz a um filhote por vez, e gêmeos são muito raros. Podem viver até 28 anos.

### Dieta
A dieta é predominantemente frugívora, mas também se alimentam de folhas, raízes, ovos, insetos e pequenos mamíferos ocasionalmente.

## Distribuição geográfico e conservação
São encontrados principalmente em Cross River na Nigéria, sudoeste de Camarões (ao sul do rio Sanaga), e na ilha Bioko, parte da Guiné Equatorialem ambientes de floresta chuvosa. Sua distribuição geográfica está ao redor de 40000 km².
São um dos primatas mais ameaçados da África, e já foram listados entre os 25 primatas mais ameaçados do mundo. As populações vem declinando  em todas as áreas conhecidas por conta de caça, destruição do habitat e invasão humana; cerca de 3000 vivem em liberdade com as maiores estimativas ao redor de 8000.
Duas subespécies são aceitas:
- Mandrillus leucophaeus leucophaeus
- Mandrillus leucophaeus poensis